# Station Thonon-les-Bains
Station Thonon-les-Bains is een spoorwegstation in de Franse gemeente Thonon-les-Bains.

Het wordt bediend door de treinen van TER Auvergne-Rhône-Alpes, Léman Express (lijn L1) en TGV-inOui.

## Treindiensten
| Serie | Treinsoort                | Route                                                                         | Bijzonderheden |
| ----- | ------------------------- | ----------------------------------------------------------------------------- | -------------- |
| L1    | Léman Express (CFF, SNCF) | Coppet – Genève-Cornavin – Annemasse (– Thonon-les-Bains (– Évian-les-Bains)) |                |